# Ishinomaki
Ishinomaki (Japans: 石巻市, Ishinomaki-shi) is een Japanse stad in de prefectuur Miyagi. Deze havenstad heeft een oppervlakte van 555,77 km² en telt begin 2008 ruim 163.500 inwoners. De rivier Kitakami stroomt door de stad.

## Geschiedenis
Ishinomaki werd gesticht op 1 april 1933. Op 1 april 2005 werd Ishinomaki samengevoegd met de gemeentes Kahoku, Kanan, Kitakami, Monou, Ogatsu en Oshika.
In Ishinomaki ligt een replica op ware grootte van het Japanse oorlogsschip San Juan Bautista dat in 1613 werd gebouwd in opdracht van daimyo Date Masamune om een ambassadeur naar Rome te brengen.

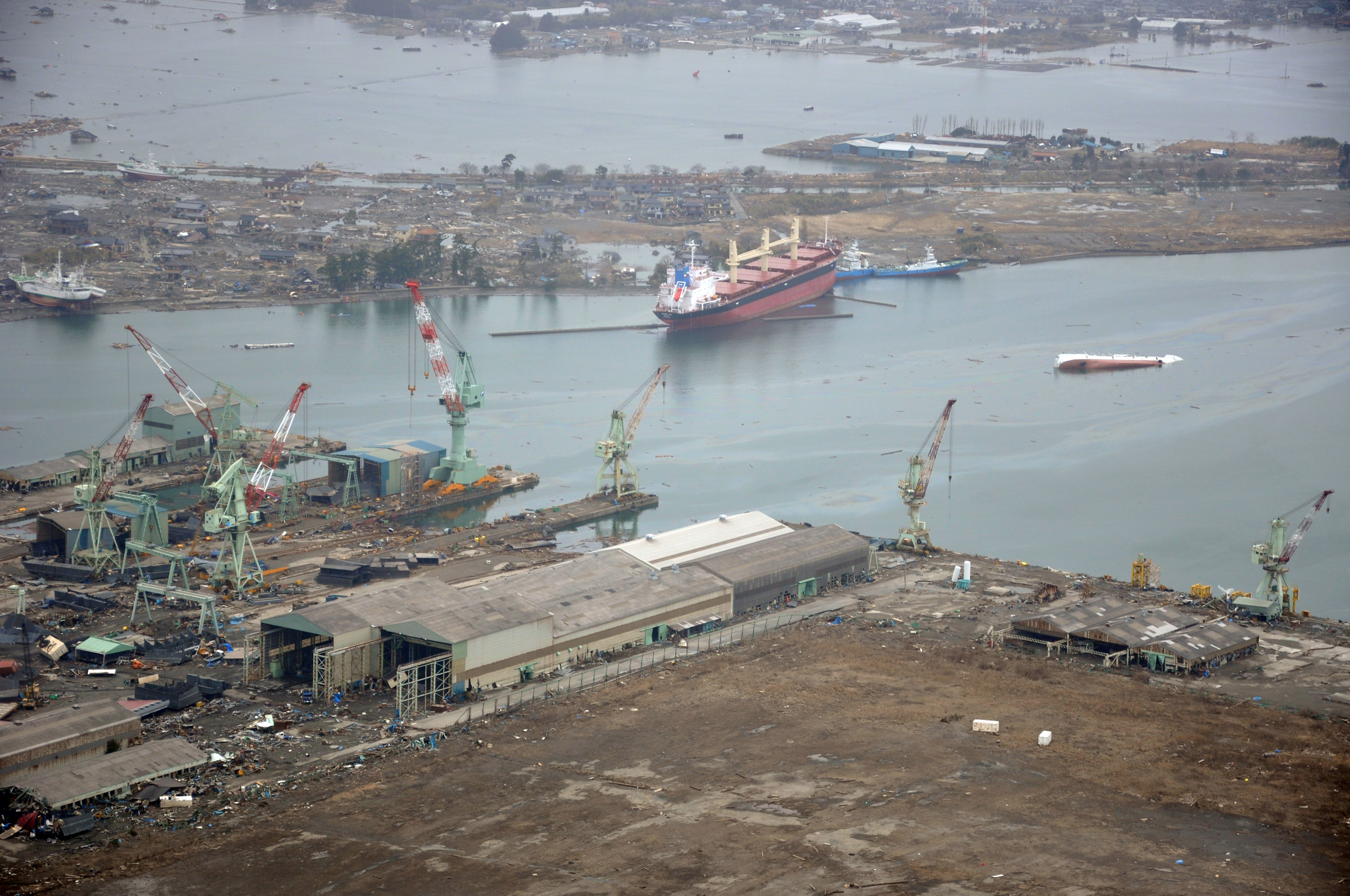
Een foto van de haven van Ishinomaki op 20 maart 2011 waarop de zware schade te zien is aan schepen en gebouwen veroorzaakt door de tsunami op 11 maart 2011

De stad is een van de zwaarst getroffen steden van de zeebeving bij Sendai in 2011. In het district Ayukawa kwam een tsunami van ongeveer 10 meter hoog tot 600 meter landinwaarts en vernietigde er ongeveer 80% van de 700 woningen.

## Economie
Voor de samenvoeging was Ogatsu beroemd door de inktstenen die er worden gemaakt (en door het sint-jakobsschelp-festival).
Ishinomaki heeft een van de grootste vismarkten op het oostelijk halfrond.

## Stedenbanden
Ishinomaki heeft een stedenband met
- Civitavecchia, Italië
- Wenzhou, China
- Ephrata (Washington), Verenigde Staten

## Geboren in Ishinomaki
- Masaaki Endoh (遠藤 正明, Endō Masaaki), zanger en liedjesschrijver in anime en tokusatsu
- Naoya Shiga (志賀 直哉, Shiga Naoya), schrijver

## Aangrenzende steden
- Higashimatsushima
- Tome